# ووماك (ميزوري)

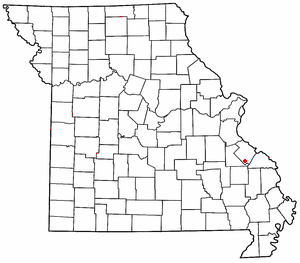
موقع ووماك، ميزوري

ووماك (بالإنجليزية: Womack)‏ هي إحدى المجتمعات الفردية (غير مصنفة) في مقاطعة سانت جينيفييف، ميزوري في ولاية ميزوري في الولايات المتحدة الأمريكية.